# Paris université club (escrime)
Pour un article plus général, voir Paris université club.
Le Paris université club est un club omnisports comprenant notamment une section d'escrime. Le club s'entraîne habituellement à la salle Armand Massard à Montparnasse (15e arrondissement de Paris) ainsi qu'à l'Espace Sud, à la Cité universitaire de Paris.
Le club est présent dans deux armes : sabre et épée.
Depuis quelques années, le sabre est devenu une des armes fortes du club grâce à Léonore Perrus.
L'épée est quant à elle plus présente en ce moment[Quoi ?], notamment grâce à Marie-Florence Candassamy, qui fait partie de l'équipe de France.

## Palmarès
- Champion de France par équipe au Fleuret masculin 2008.
  - Équipe composée de Brice Guyart, Terence Joubert, Grégory Koenig et Guillaume Pitta
- Champion de France par équipe au sabre féminin 2009
  - Équipe composée de Léonore Perrus, ...[Quoi ?]